# Lista episoadelor din Star Trek: Seria originală
Aceasta este o listă de episoade din Star Trek: Seria originală.

## Introducere
Creat de Gene Roddenberry, serialul science fiction de televiziune Star Trek: Seria originală, în care interpretează William Shatner în rolul căpitanului Kirk, Leonard Nimoy în rolul lui Spock și DeForest Kelley în rolul dr. Leonard "Bones" McCoy, prezintă peripețiile navei Federației Enterprise. Premiera a avut loc în septembrie 1966 și prima difuzare a serialului a durat până în iunie 1969 pe canalul american NBC.
Acest serial este primul produs media al francizei Star Trek și are 79 de episoade de-a lungul a trei sezoane, plus episodul pilot al seriei originale, „The Cage”. Episoadele sunt prezentate în ordine cronologică a datei primei transmisii la televiziune, care corespunde cu ordinea episoadelor din fiecare sezon original, cu cele refăcute (remasterizate) și cu ordinea de pe seturile de discuri Blu-ray DVD. Setul de DVD-uri prezintă episoadele în ordinea producției, cu episodul pilot „The Cage” pe discul final. Această listă include, de asemenea, data stelară la care evenimentele din fiecare episod au avut loc în universul fictiv Star Trek.  
După anularea serialului, Paramount Television a lansat Star Trek pe posturile de televiziune ca pe un pachet de sindicalizare,  popularitatea serialului a crescut și a devenit un fenomen major în cultura populară (occidentală). Această popularitate a făcut ca, în cele din urmă, franciza Star Trek să cuprindă încă cinci serii de televiziune și unsprezece filme de lung metraj Star Trek (în 2011).
În 2006, CBS Paramount Domestic Television (acum CBS Television Distribution) a anunțat că fiecare episod din Seria Originală va fi refăcut într-un format de înaltă definiție, episoadele au fost remasterizate digital, inclusiv cu efecte noi și îmbunătățiri vizuale. (Până în prezent, episoadele remasterizate au fost difuzate doar la definiție standard, deși toate trei sezoanele sunt acum disponibile în format HD pe disc Blu-ray.) Episoadele refăcute încep cu episodul „Balance of Terror” (împreună cu, în unele magazine, „Miri” pe parcursul unei săptămâni începând cu data de 16 septembrie 2006,) și se termină cu episodul „The Cage”, care a fost prezentat în premieră pe 2 mai 2009. Datele premierelor episoadelor refăcute (remasterizate) apar în tabelul de mai jos.

## Sezoane
| Sezon | Sezon | Episoade | Premiera  | Producție DVD | Producție DVD     | Producție DVD         | Producție DVD    | Producție DVD   | Producție DVD                | Producție DVD                |
| Sezon | Sezon | Episoade | Premiera  | Regiunea 1    | Regiunea 1        | Regiunea 1            | Regiunea 2       | Regiunea 2      | Regiunea A                   | Regiunea B                   |
| Sezon | Sezon | Episoade | Premiera  | Discuri       | Original          | Refăcut               | Original         | Refăcut         | Blu-ray (original + refăcut) | Blu-ray (original + refăcut) |
| ----- | ----- | -------- | --------- | ------------- | ----------------- | --------------------- | ---------------- | --------------- | ---------------------------- | ---------------------------- |
|       | 1     | 29       | 1966–1967 | 1999–2001     | 31 august 2004    | 20 noiembrie 2007     | 30 august 2004   | 27 aprilie 2009 | 28 aprilie 2009              | 27 aprilie 2009              |
|       | 2     | 26       | 1967–1968 | 1999–2001     | 2 noiembrie 2004  | 5 august 2008         | 1 noiembrie 2004 | 27 aprilie 2009 | 22 septembrie 2009           | TBA                          |
|       | 3     | 24       | 1968–1969 | 1999–2001     | 14 decembrie 2004 | 18 noiembrie 18, 2008 | 6 decembrie 2004 | 27 aprilie 2009 | 15 decembrie 2009            | TBA                          |

## Episoade

### Pilot (1964–1965)
Episodul pilot din Star Trek „Cușca” a fost produs în perioada noiembrie 1964 - ianuarie 1965. În el apar Jeffrey Hunter în rolul căpitanului Christopher Pike, Majel Barrett  în rolul lui Number One și Leonard Nimoy în rolul lui Spock. După ce a fost respins de NBC ca fiind „prea cerebral” (printre alte plângeri), Jeffrey Hunter a ales să se retragă din rolul lui Pike atunci când creatorul Star Trek, Gene Roddenberry, l-a invitat la realizarea unui al doilea episod pilot („Acolo unde nimeni n-a îndrăznit...”) care a fost transmis prima dată în 1966.
Episodul pilot „Cușca” („The Cage”) n-a fost niciodată difuzat în timpul primei transmisii a serialului original Star Trek de către NBC. El a fost prezentat de Roddenberry în format alb-negru la diferite convenții științifico-fantastice de-a lungul anilor care au trecut după anularea serialului. În cele din urmă a fost produs pe casetă VHS în 1986, când Paramount Home Video a prezentat o versiune „refăcută” a episodului „The Cage” (o combinație de imagini din originalul alb-negru și secvențe color din episodul „The Menagerie”) completat cu o introducere prezentată de Gene Roddenberry.
Pe 4 octombrie 1988, Paramount Pictures a difuzat două ore speciale de televiziune. Emisiunea s-a numit „The Star Trek Saga: From One Generation To The Next” („Saga Star Trek : De la o generație la următoarea”), iar gazda emisiunii a fost Patrick Stewart. Această emisiune a prezentat prima versiune color a episodului „The Cage”. În Statele Unite, „The Cage” a fost distribuit pe DVD în decembrie 2001. A fost inclus pe discul final al seriei de DVD-uri cu remasterizările serialului (pe discul 3, sezonul 3) (cu informația că a avut premiera pe 15 octombrie 1988).
| # | Titlu                                  | Data stelară | Regie           | Scenariu          | Premiera           | Premiera refacerii | Producție # |
| --- | -------------------------------------- | ------------ | --------------- | ----------------- | ------------------ | ------------------ | ----------- |
| Pilot 1 | „„Cușca””                              | necunoscută  | Robert Butler   | Gene Roddenberry  | octombrie 1988     | 2 mai 2009         | 01          |
| Enterprise își schimbă destinația datorită unui semnal SOS și ajunge pe planeta Talos IV, unde căpitanul Pike este luat prizonier de către un grup de extratereștrii telepatici. Evenimentele din acest episod au fost introduse în episoadele din sezonul 1 „The Menagerie”. |                                        |              |                 |                   |                    |                    |             |
| Pilot 2 | „„Acolo unde nimeni n-a îndrăznit...”” | 1312.4       | James Goldstone | Samuel A. Peeples | 22 septembrie 1966 | 20 ianuarie 2007   | 02a         |
| După ce Enterprise încercă să traverseze Marea Barieră de la marginea galaxiei, membrii echipajului Gary Mitchell și Elizabeth Dehner încep să aibă puteri psihice aproape divine, puteri care amenință siguranța echipajului. Acest episod pilot a fost difuzat mai târziu sub același nume, într-o versiune refăcută. În versiunea sa originală, nemodificată, episodul pilot a fost lansat oficial pentru prima dată în 2009. |                                        |              |                 |                   |                    |                    |             |

### Sezonul 1 (1966–1967)

Echipajul navei Enterprise din Star Trek: Seria originală

După ce al doilea episod pilot al lui Roddenberry, „Where No Man Has Gone Before”, a primit un răspuns favorabil de la NBC, Star Trek în cele din urmă a apărut la televiziune cu primul său episod - „The Man Trap” - la ora 8:30PM în data de 8 septembrie 1966.  „Where No Man...”, care a fost difuzat într-un format re-editat ca al treilea episod al seriei, a folosit doar personajul Spock din episodul pilot „The Cage” și a introdus pe William Shatner în rolul căpitanului Kirk, pe James Doohan în rolul inginerului șef Scotty și pe George Takei în rolul fizicianului (mai târziu, timonier) Sulu. DeForest Kelley și Nichelle Nichols se alătură echipajului ca ofițer medical dr. McCoy și ofițer de comunicații Uhura în „The Man Trap”, primul episod difuzat al seriei.
Deși personajul Number One (Majel Barrett) din episodul pilot „The Cage” nu a mai fost folosit, Majel Barrett a reapărut în serial în rolul unui nou personaj, sora medicală Christine Chapel. Ea apare prima oară în episodul „The Naked Time”. Grace Lee Whitney apare în episodul opt, în rolul asistentului Janice Rand. Whitney a părăsit serialul după episodul „The Conscience of the King”, dar va avea câteva apariții minore în primul, al treilea, al patrulea și al șaselea film de lung metraj Star Trek, dar și într-un episod din serialul Star Trek: Voyager.
Primul sezon Star Trek are 29 de episoade, inclusiv episodul din două părți „The Menagerie”, care include părți din episodul pilot original „The Cage”. Alte episoade notabile sunt „Balance of Terror”, în care apar pentru prima oară Romulanii; „Space Seed”, în care apare personajul antagonist, pământeanul Khan Noonien Singh, și servește ca bază pentru filmul Star Trek II: Furia lui Khan; „Errand of Mercy”, în care apar pentru prima oară Klingonienii; și episodul apreciat de critici, câștigător al unui Hugo, „The City on the Edge of Forever”, care-i prezintă pe Kirk, Spock și McCoy călătorind în timp prin portalul Gardianul Eternității.
| # | Titlu                                | Data stelară  | Regie              | Scenariu                                                            | Premiera           | Premiera refacerii | Producție # |
| --- | ------------------------------------ | ------------- | ------------------ | ------------------------------------------------------------------- | ------------------ | ------------------ | ----------- |
| 01 | „Capcană umană”                      | 1513.1        | Marc Daniels       | George Clayton Johnson                                              | 8 septembrie 1966  | 29 septembrie 2007 | 06          |
| Enterprise vizitează planeta M-113 pentru o inspecție medicală de rutină a familiei de arheologi care locuiește acolo. Curând, echipajul își dă seama că soția a fost înlocuită de o creatură mortală, care își schimbă forma. |                                      |               |                    |                                                                     |                    |                    |             |
| 02 | „Charlie X”                          | 1533.6        | Lawrence Dobkin    | Gene Roddenberry (story) D. C. Fontana (teleplay)                   | 15 septembrie 1966 | 14 iulie 2007      | 08          |
| În timp ce călătorește la bordul navei Enterprise, un tânăr periculos pe nume Charlie Evans terorizează echipajul cu puterile sale mentale neobișnuite. Acest episod servește ca fundal pentru mini-serialul neoficial Star Trek: Of Gods and Men. |                                      |               |                    |                                                                     |                    |                    |             |
| 03 | „Acolo unde nimeni n-a îndrăznit...” | 1312.4        | James Goldstone    | Samuel A. Peeples                                                   | 22 septembrie 1966 | 20 ianuarie 2007   | 02b         |
| După ce Enterprise încearcă să traverseze Marea Barieră de la marginea galaxiei noastre, membrii echipajului Gary Mitchell și Elizabeth Dehner dobândesc puteri psihice aproape divine care amenință siguranța echipajului. |                                      |               |                    |                                                                     |                    |                    |             |
| 04 | „Impostorul”                         | 1704.2        | Marc Daniels       | John D. F. Black                                                    | 29 septembrie 1966 | 30 septembrie 2006 | 07          |
| O ciudată infecție toxică, care reduce inhibițiile emoționale ale echipajului, se răspândește în toată nava Enterprise. Acțiunile membrilor echipajului, aflați într-o stare de euforie, pun nava în pericol și-l forțează pe Scotty să efectueze o procedură de inginerie periculoasă și netestată pentru a salva nava de la distrugere. |                                      |               |                    |                                                                     |                    |                    |             |
| 05 | „Dușmanul din interior”              | 1672.1        | Leo Penn           | Richard Matheson                                                    | 6 octombrie 1966   | 26 ianuarie 2008   | 05          |
| În timp ce se teleportează înapoi pe navă de pe planeta Alpha 177, un accident al teleportorului îl împarte pe căpitanul Kirk în două ființe: una bună, care este slabă și indecisă, și una rea, care este prea agresivă și dominatoare. Scotty trebuie să repare rapid sistemul de transport pentru a reuni cele două ființe și pentru a salva echipa de intervenție blocată pe suprafața planetei de gheață pe a cărei orbită se află Enterprise. |                                      |               |                    |                                                                     |                    |                    |             |
| 06 | „Planeta iluziilor”                  | 1329.8        | Harvey Hart        | Gene Roddenberry (story) Stephen Kandel (teleplay)                  | 13 octombrie 1966  | 19 aprilie 2008    | 04          |
| Enterprise urmărește o navă și îi salvează pe pasagerii ei, escrocul interstelar Harry Mudd, arestat pentru acuzații nesoluționate, și trei femei incredibil de frumoase, ce erau de fapt "marfa" lui. După ce Kirk face un detur spre o planetă minieră pentru a obține noi cristale de litiu pentru Enterprise, Mudd negociază cu cei trei mineri de pe planetă, dându-și femeile la schimb pentru cristalele de litiu, spre profit personal. În cele din urmă, escrocheria lui Mudd este dezvăluită atunci când aflăm că femeile sunt de fapt mai mult decât obișnuite și par frumoase numai datorită administrării unor droguri venusiene ilegale. Kirk obține cristalele de care are nevoie și îl predă pe Mudd din nou în mâna autorităților.                                                                |                                      |               |                    |                                                                     |                    |                    |             |
| 07 | „Din ce sunt făcute fetele?”         | 2712.4        | James Goldstone    | Robert Bloch                                                        | 20 octombrie 1966  | 6 octombrie 2007   | 10          |
| În căutarea logodnicului lui Christine Chapel, renumitul exobiolog Roger Korby, nava Enterprise vizitează planeta înghețată Exo III, unde Korby a descoperit un dispozitiv antic ce îi permite să creeze o copie android a oricărei persoane vii. Korby intenționează să folosească acest dispozitiv pentru a popula Federația Unită a Planetelor cu androizi controlați, și îl înlocuiește pe căpitanul Kirk cu o asemenea copie, în încercarea de a pune stăpânire pe Enterprise. |                                      |               |                    |                                                                     |                    |                    |             |
| 08 | „Miri”                               | 2713.5        | Vincent McEveety   | Adrian Spies                                                        | 27 octombrie 1966  | 16 septembrie 2006 | 12          |
| După ce descoperă ceea ce pare a fi o copie fidelă a planetei Pământ, căpitanul Kirk și al său detașament de debarcare găsesc o populație răvășită de o boală ciudată, căreia par să-i fi supraviețuit doar copiii. |                                      |               |                    |                                                                     |                    |                    |             |
| 09 | „Dagger of the Mind”                 | 2715.1        | Vincent McEveety   | S. Bar-David                                                        | 3 noiembrie 1966   | 13 octombrie 2007  | 11          |
| În timpul unei misiuni de reaprovizionare a unei colonii de reabilitare a nebunilor criminali, echipajul navei Enterprise descoperă că deținuții au pus stăpânire pe azil și i-au sechestrat pe Kirk și pe însoțitorul său. Acesta este și episodul în care Spock realizează pentru prima dată o fuziune mentală . |                                      |               |                    |                                                                     |                    |                    |             |
| 10 | „The Corbomite Maneuver”             | 1512.2        | Joseph Sargent     | Jerry Sohl                                                          | 10 noiembrie 1966  | 9 decembrie 2006   | 03          |
| Enterprise este amenințată de o gigantică navă extraterestră al cărei comandant îi condamnă echipajul la moarte. Nava extraterestră pare a fi atotputernică, iar comandantul ei refuză orice încercare de negociere, forțându-l pe Kirk să recurgă la o strategie neortodoxă pentru a-și salva nava. |                                      |               |                    |                                                                     |                    |                    |             |
| 11 | „The Menagerie, Part I”              | 3012.4        | Marc Daniels       | Gene Roddenberry                                                    | 17 noiembrie 1966  | 25 noiembrie 2006  | 16          |
| Spock deturnează nava Enterprise pentru a-și duce fostul căpitan, acum invalid, Christopher Pike, pe planeta interzisă Talos IV. Apoi, el solicită deschiderea unei curți marțiale, unde se folosește de evenimentele din episodul „Cușca” pentru a spune povestea captivității cu ani în urmă a lui Pike pe planetă. |                                      |               |                    |                                                                     |                    |                    |             |
| 12 | „The Menagerie, Part II”             | 3013.1        | Robert Butler      | Gene Roddenberry                                                    | 24 noiembrie 1966  | 2 decembrie 2006   | 16          |
| Spock continuă detalierea evenimentelor din episodul „Cușca” în fața completului de judecată. După ce se convinge de capacitățile de inducere a iluziilor mentale ale talosienilor, Kirk își dă seama că Spock intenționează să-l ducă pe Pike înapoi pe planetă pentru a duce o viață iluzorie, eliberat de handicapul său fizic. |                                      |               |                    |                                                                     |                    |                    |             |
| 13 | „The Conscience of the King”         | 2817.6        | Gerd Oswald        | Barry Trivers                                                       | 8 decembrie 1966   | 22 septembrie 2007 | 13          |
| În timp ce își vizitează un vechi prieten, Kirk află că un actor shakespearean ar putea fi de fapt fostul guvernator criminal al planetei pe care el crescuse. Kirk invită trupa de actori la bordul navei Enterprise pentru a putea face investigații. Dar nu peste mult timp, cineva încearcă să-i asasineze pe Kirk și pe alt membru al echipajului, care fusese martor ocular al crimelor guvernatorului. |                                      |               |                    |                                                                     |                    |                    |             |
| 14 | „Balance of Terror”                  | 1709.2        | Vincent McEveety   | Paul Schneider                                                      | 15 decembrie 1966  | 16 septembrie 2006 | 09          |
| În timp ce investighează o serie de avanposturi distruse, Enterprise descoperă o navă romulană solitară dotată cu un dispozitiv de camuflaj. Aflăm că romulanii, niciodată văzuți de către oameni, seamănă vizual cu vulcanienii, ceea ce aruncă o umbră de îndoială asupra loialității d-lui Spock, atunci când cele două nave se angajează într-o urmărire spațială ca între șoarece și pisică. |                                      |               |                    |                                                                     |                    |                    |             |
| 15 | „Shore Leave”                        | 3025.3        | Robert Sparr       | Theodore Sturgeon                                                   | 29 decembrie 1966  | 26 mai 2007        | 17          |
| Căpitanul Kirk dă ordin de permisie pentru echipajul navei Enterprise pe o planetă aparent nelocuită din sistemul Omicron Delta. Odată ajunși pe planetă, echipajul începe să vadă lucruri stranii, ca de pildă pe Iepurele Alb, pe Don Juan și un samurai mânuind o sabie. Kirk îl vede aievea pe Finnegan (și se ia la trântă cu el), un rival de-al său din timpul studiului la Academia Flotei Stelare. Spock descoperă că planeta pare să consume o cantitate mare de energie de la motoarele navei, punând Enterpriseîn pericol. |                                      |               |                    |                                                                     |                    |                    |             |
| 16 | „The Galileo Seven”                  | 2821.5        | Robert Gist        | S. Bar-David (story) Oliver Crawford (story and teleplay)           | 5 ianuarie 1967    | 15 septembrie 2007 | 14          |
| Spock și o echipă științifică sunt trimiși să studieze quasarul Murasaki 312 la bordul navetei Galileo. În timpul studiului, Galileo e forțată să efectueze o aterizare de urgență pe planeta Taurus II, unde echipajul se luptă cu creaturi periculoase, locuitoare ale planetei. După ce echipajul începe să facă reparații, Scotty descoperă că naveta nu are destul combustibil pentru a ajunge pe orbită cu toți cei șapte membri ai echipajului, iar Spock este pus în situația de a-și lăsa câțiva dintre subalterni pe planetă. |                                      |               |                    |                                                                     |                    |                    |             |
| 17 | „The Squire of Gothos”               | 2124.5        | Don McDougall      | Paul Schneider                                                      | 12 ianuarie 1967   | 15 septembrie 2007 | 18          |
| Nava Enterprise descoperă o planetă solitară pierdută în spațiu, locuită de o ființă excentrică pe nume Trelane, care își folosește puterea aparent nelimitată asupra materiei pentru a-i manipula pe membrii echipajului. |                                      |               |                    |                                                                     |                    |                    |             |
| 18 | „Arena”                              | 3045.6        | Joseph Pevney      | Fredric Brown (story) Gene L. Coon (teleplay)                       | 19 ianuarie 1967   | 21 octombrie 2006  | 19          |
| Nava Enterprise este atacată de către extratereștri necunoscuți în timp ce investighează distrugerea aproape integrală a coloniei Cestus III. În timp ce Enterprise îi urmărește pe extratereștri într-o porțiune de spațiu neexplorat, ambele nave sunt capturate de puternicii metroni, care îi condamnă pe Kirk și pe căpitanul extraterestru (identificat mai târziu ca un membru al rasei Gorn) la judecată prin luptă: nava învingătorului va fi eliberată, în timp ce nava învinsului va fi distrusă. |                                      |               |                    |                                                                     |                    |                    |             |
| 19 | „Tomorrow Is Yesterday”              | 3113.2        | Michael O'Herlihy  | D. C. Fontana                                                       | 26 ianuarie 1967   | 5 mai 2007         | 21          |
| După ce, printr-un accident, călătorește înapoi în timp până în anul 1969, nava Enterprise îl salvează pe căpitanul USAF John Christopher din avionul său aproape distrus. Membrii echipajului se străduiesc să se întoarcă în timpul lor și, în același timp, să-l retuneze pe Christopher Forțelor Aeriene, îndepărtându-i memoria viitorului și a oricărui contact cu Enterprise. |                                      |               |                    |                                                                     |                    |                    |             |
| 20 | „Court Martial”                      | 2947.3        | Marc Daniels       | Don Mankiewicz (story and teleplay) Steven W. Carabatsos (teleplay) | 2 februarie 1967   | 10 mai 2008        | 15          |
| Căpitanul Kirk este judecat pentru neglijență după ce un membru al echipajului său este ucis în timpul unei puternice furtuni ionice. Kirk insistă că acțiunile sale au fost adecvate și nu ar fi trebuit să ducă la moartea ofițerului, dar dovezile îi sunt potrivnice. Totul pare pierdut până când noi dovezi îl determină pe avocatul lui Kirk să recurgă la o strategie de apărare inovativă. |                                      |               |                    |                                                                     |                    |                    |             |
| 21 | „The Return of the Archons”          | 3156.2        | Joseph Pevney      | Gene Roddenberry (story) Boris Sobelman (teleplay)                  | 9 februarie 1967   | 8 decembrie 2007   | 22          |
| Nava Enterprise descoperă o populație planetară controlată de o ființă puternică pe nume Landru. În timpul investigațiilor, căpitanul Kirk și echipa sa sunt luați prizonieri și află că echipajul navei Enterprise va fi și el adus sub controlul lui Landru. |                                      |               |                    |                                                                     |                    |                    |             |
| 22 | „Space Seed”                         | 3141.9        | Marc Daniels       | Carey Wilber (story and teleplay) Gene L. Coon (teleplay)           | 16 februarie 1967  | 18 noiembrie 2006  | 24          |
| Nava Enterprise descoperă o veche navă dormitor, SS Botany Bay, care scăpase din Războiul eugenic de pe Pământ din ultima parte a secolului 20. Pasagerii, produse ale ingineriei genetice, conduși de către criminalul de război Khan Noonien Singh, preiau controlul navei Enterprise și încearcă să o distrugă. (Acest episod servește ca introducere pentru cel de-al doilea film Star Trek). |                                      |               |                    |                                                                     |                    |                    |             |
| 23 | „A Taste of Armageddon”              | 3192.1        | Joseph Pevney      | Robert Hammer (story and teleplay) Gene L. Coon (teleplay)          | 23 februarie 1967  | 15 decembrie 2007  | 23          |
| Pe Eminiar VII, nava Enterprise găsește o civilizație în stare de război cu planeta vecină. Nedectând niciun semn de conflict de pe orbită, căpitanul Kirk merge cu un detașament de debarcare pe planetă, unde descoperă că întregul război este dus pe calculator. Deși războiul este simulat, cetățenii care sunt înscriși ca victime virtuale continuă să se prezinte la cabine de exterminare pentru a fi uciși în realitate. După ce Enterprise este distrusă într-un atac simulat, Kirk trebuie să lupte pentru a-și salva echipajul de la moarte. |                                      |               |                    |                                                                     |                    |                    |             |
| 24 | „This Side of Paradise”              | 3417.3–3417.7 | Ralph Senensky     | Nathan Butler (story) D. C. Fontana (story and teleplay)            | 2 martie 1967      | 28 iulie 2007      | 25          |
| În ciuda expunerii la radiații letale, colonia Federației de pe Omicron Ceti III pare să fie înfloritoare. Un detașament de debarcare de pe Enterprise face cercetări și descoperă că populația coloniei este sănătoasă, fără a putea da o explicație. Leila Kalomi, o veche prietenă a d-lui Spock, arată echipei de pe Enterprise niște flori ciudate, care par să inducă o stare de fericire absolută tuturor celor care vin în contact cu sporii săi (chiar și lui Spock). Efectele sporilor se răspândesc rapid pe Enterprise, împingându-i pe membrii echipajului să se revolte împotriva căpitanului Kirk. |                                      |               |                    |                                                                     |                    |                    |             |
| 25 | „The Devil in the Dark”              | 3196.1        | Joseph Pevney      | Gene L. Coon                                                        | 9 martie 1967      | 23 septembrie 2006 | 26          |
| Trimisă spre colonia minieră de pe Janus VI, nava Enterprise primește sarcina de a investiga zvonurile despre o creatură subterană ciudată, responsabilă de distrugerea unor echipamente și de moartea a cincizeci de mineri. Kirk și Spock descoperă o formă de viață bazată pe silicon, o horta, ce trăiește în roca înconjurătoare. După ce rănește creatura, Spock efectuează o fuziune mentală, descoperind astfel motivul din spatele atacurilor hortei. |                                      |               |                    |                                                                     |                    |                    |             |
| 26 | „Errand of Mercy”                    | 3198.4        | John Newland       | Gene L. Coon                                                        | 23 martie 1967     | 12 mai 2007        | 27          |
| Negocierile pentru pace au eșuat între Federație și războinicul Imperiu Klingonian. Nava Enterprise primește ordin să protejeze Organia, o planetă pacifistă aflată lângă granița cu Klingonienii. Kirk și Spock se teleportează pe planetă pentru a-i avertiza pe organieni în legătură cu Klingonienii, dar, în curând, își face apariția a flotă de nave Klingoniene, forțând nava Enterprise să-i abandoneze pe cei doi pe planetă. Băștinașii îi protejează pe Kirk și Spock, chiar atunci când Kor, noul guvernator klingonian, ordonă execuția în masă a organienilor. În timp ce atât flota Federației, cât și cea klingoniană se îndreaptă spre planetă, Kirk și Spock pornesc într-un raid îndrăzneț asupra postului de comandă klingonian, în încercarea de a le destabiliza controlul asupra planetei. |                                      |               |                    |                                                                     |                    |                    |             |
| 27 | „The Alternative Factor”             | 3087.6        | Gerd Oswald        | Don Ingalls                                                         | 30 martie 1967     | 1 decembrie 2007   | 20          |
| În timp ce se află pe orbita unei planete aparent moarte, nava Enterprise pare să treacă printr-un ciudat moment de „non-existență”. Căpitanul Kirk descoperă pe planetă un om pe nume Lazăr, care pretinde că strania experiență a fost cauzată de „inamicul” său, identificat mai târziu ca fiind o versiune instabilă mental a lui Lazăr dintr-o dimensiune alternativă. Versiunea sănătoasă a lui Lazăr îi cere ajutorul lui Kirk pentru a-și învinge seamănul. |                                      |               |                    |                                                                     |                    |                    |             |
| 28 | „The City on the Edge of Forever”    | Unknown       | Joseph Pevney      | Harlan Ellison                                                      | 6 aprilie 1967     | 7 octombrie 2006   | 28          |
| După ce ia din întâmplare o supradoză dintr-un puternic stimulent, dr. McCoy se comportă irațional și dispare prin Gardianul Eternității, un portal temporal nou descoperit pe o planetă îndepărtată. Kirk și Spock îl urmează după ce află că McCoy a schimbat cursul istoriei. Ajungând în anii 1930, cei doi o întâlnesc pe Edith Keeler, o asistentă socială din New York, care le oferă o locuință. Pe măsură ce ziua trece, iar McCoy nu e de găsit, Kirk începe să se îndrăgostească de Keeler... dar Spock descoperă că Keeler trebuie să moară pentru a restaura linia temporală. |                                      |               |                    |                                                                     |                    |                    |             |
| 29 | „Operation: Annihilate!”             | 3287.2        | Herschel Daugherty | Steven W. Carabatsos                                                | 13 aprilie 1967    | 23 februarie 2008  | 29          |
| Enterprise ajunge pe Deneva – căminul fratelui căpitanului Kirk, Sam – și descoperă că întreaga planetă a fost infestată de creaturi extraterestre asemănătoare cu o amibă, care au atacat și au ucis o mare parte a populației umane. Una dintre creaturi se lipește de Spock, care se oferă ca subiect voluntar pentru experimentele medicale ale dr-ului McCoy. După ce McCoy îl orbește din greșeală pe Spock în timpul unuia dintre teste, doctorul este nevoit să gasească rapid o cale de a anihila periculoasele creaturi. |                                      |               |                    |                                                                     |                    |                    |             |

### Sezonul 2 (1967–1968)
Cel de-al doilea sezon al serialului, numărând 26 de episoade, a început în septembrie 1967 cu „Amok Time”, episod care a marcat prima apariție a actorului Walter Koenig în rolul navigatorului rus Pavel Chekov și a oferit telespectatorilor posibilitatea de a vedea pentru prima dată planeta natală a lui Spock, Vulcan. Acest sezon include de asemenea episoade notabile ca „Mirror, Mirror”, care introduce maleficul „univers în oglindă”; „Journey to Babel”, în care ne sunt prezentați părinții lui Spock, Sarek și Amanda; și comedia „The Trouble With Tribbles”, ce va fi mai târziu reeditată într-un episod din 1973 al serialului Star Trek: Seria animată și într-un episod din 1996 din Star Trek: Deep Space Nine.
| # | Titlu                         | Data stelară | Regie               | Scenariu | Premiera           | Premiera refacerii | Producție # |
| --- | ----------------------------- | ------------ | ------------------- | --- | ------------------ | ------------------ | ----------- |
| 30 | „Amok Time”                   | 3372.7       | Joseph Pevney       | Theodore Sturgeon | 15 septembrie 1967 | 17 februarie 2007  | 34          |
| Kirk încalcă ordinele Flotei Stelare pentru a-l duce pe Dl. Spock acasă pe planeta Vulcan pentru a se căsători, dar se vede forțat să ia parte la un duel cu ofițerul său secund pentru posesia miresei.                                                         |                               |              |                     | |                    |                    |             |
| 31 | „Who Mourns for Adonais?”     | 3468.1       | Marc Daniels        | Gilbert Ralston and Gene L. Coon | 22 septembrie 1967 | 12 ianuarie 2008   | 33          |
| Membrii echipajului navei Enterprise sunt ținuți prizonieri de un extraterestru care pretinde a fi zeul grec Apollo. |                               |              |                     | |                    |                    |             |
| 32 | „The Changeling”              | 3541.9       | Marc Daniels        | John Meredyth Lucas | 29 septembrie 1967 | 2 februarie 2008   | 37          |
| Membrii echipajului navei Enterprise îl întâlnesc pe Nomad—o sondă spațială indestructibilă, cu misiunea de a distruge planete, care îl consideră pe Kirk creatorul său. Star Trek: Filmul a fost într-o anumită măsură o elaborare pe tema acestui episod.      |                               |              |                     | |                    |                    |             |
| 33 | „Mirror, Mirror”              | Unknown      | Marc Daniels        | Jerome Bixby | 6 octombrie 1967   | 11 noiembrie 2006  | 39          |
| Un accident al teleportorului îi trimite pe căpitanul Kirk și pe însoțitorii săi într-un univers paralel, unde Enterprise servește unui imperiu barbar, și nu Federației. Acest episod a dat naștere mai multor linii narative în Deep Space Nine și Enterprise. |                               |              |                     | |                    |                    |             |
| 34 | „The Apple”                   | 3715.3       | Joseph Pevney       | Max Ehrlich | 13 octombrie 1967  | 1 martie 2008      | 38          |
| Membrii echipajului navei Enterprise vizitează o misterioasă planetă paradisiacă, pe care o descoperă a fi controlată de un calculator. |                               |              |                     | |                    |                    |             |
| 35 | „The Doomsday Machine”        | 4202.9       | Marc Daniels        | Norman Spinrad | 20 octombrie 1967  | 10 februarie 2007  | 35          |
| Nava Enterprise intră într-un joc periculos între șoarece și pisică cu o mașinărie extraterestră care distruge planete. |                               |              |                     | |                    |                    |             |
| 36 | „Catspaw”                     | 3018.2       | Joseph Pevney       | Robert Bloch | 27 octombrie 1967  | 28 octombrie 2006  | 30          |
| Două ființe extraterestre atotputernice amenință siguranța navei Enterprise și a echipajului ei cu puterile lor magice. |                               |              |                     | |                    |                    |             |
| 37 | „I, Mudd”                     | 4513.3       | Marc Daniels        | Stephen Kandel | 3 noiembrie 1967   | 14 octombrie 2006  | 41          |
| Căpitanul Kirk și echipajul său se întâlnesc din nou cu escrocul Harry Mudd, găsindu-l de această dată ca rege al unei planete de androizi. |                               |              |                     | |                    |                    |             |
| 38 | „Metamorphosis”               | 3219.4       | Ralph Senensky      | Gene L. Coon | 10 noiembrie 1967  | 3 noiembrie 2007   | 31          |
| Un echipaj al unei navete de pe Enterprise întâlnește un naufragiat (ce pare a fi Zefram Cochrane, inventatorul motorului warp) și pe misteriosul său companion extraterestru.                                                                                   |                               |              |                     | |                    |                    |             |
| 39 | „Journey to Babel”            | 3842.3       | Joseph Pevney       | D. C. Fontana | 17 noiembrie 1967  | 3 februarie 2007   | 44          |
| În timp ce transportă demnitari spre o importantă conferință de pace, Enterprise este urmărită de o navă misterioasă, iar un asasin este descoperit printre pasageri.                                                                                            |                               |              |                     | |                    |                    |             |
| 40 | „Friday's Child”              | 3497.2       | Joseph Pevney       | D. C. Fontana | 1 decembrie 1967   | 6 ianuarie 2007    | 32          |
| Membrii echipajului navei Enterprise devin implicați în lupta tribală pentru putere a unei planete. |                               |              |                     | |                    |                    |             |
| 41 | „The Deadly Years”            | 3478.2       | Joseph Pevney       | David P. Harmon | 8 decembrie 1967   | 10 noiembrie 2007  | 40          |
| Radiații ciudate provoacă echipajului de comandă al navei Enterprise efecte ale îmbătrânirii rapide. |                               |              |                     | |                    |                    |             |
| 42 | „Obsession”                   | 3619.2       | Ralph Senensky      | Art Wallace | 15 decembrie 1967  | 12 aprilie 2008    | 47          |
| Căpitanul Kirk devine obsedat de distrugerea unei entități criminale, vinovată de uciderea multora dintre membrii echipajului fostei sale nave. |                               |              |                     | |                    |                    |             |
| 43 | „Wolf in the Fold”            | 3614.9       | Joseph Pevney       | Robert Bloch | 22 decembrie 1967  | 10 martie 2007     | 36          |
| Dl. Scott este implicat într-o serie de crime bizare. |                               |              |                     | |                    |                    |             |
| 44 | „The Trouble With Tribbles”   | 4523.3       | Joseph Pevney       | David Gerrold | 29 decembrie 1967  | 4 noiembrie 2006   | 42          |
| Tribbles, creaturi care torc ca niște pisici, fără membre și extrem de fertile, pun în dificultate exploatarea unei planete disputate între Klingonieni și Federație.                                                                                            |                               |              |                     | |                    |                    |             |
| 45 | „The Gamesters of Triskelion” | 3211.7       | Gene Nelson         | Margaret Armen | 5 ianuarie 1968    | 20 octombrie 2007  | 46          |
| Căpitanul Kirk, Chekhov și Uhura sunt răpiți de niște extratereștri atotputernici fără corp fizic și sunt forțați să lupte în concursuri de gladiatori pentru divertismentul extratereștrilor pariori.                                                           |                               |              |                     | |                    |                    |             |
| 46 | „A Piece of the Action”       | 4598.0       | James Komack        | David P. Harmon (story and teleplay) Gene L. Coon (teleplay) | 12 ianuarie 1968   | 28 aprilie 2007    | 49          |
| Nava Enterprise vizitează o planetă cu o cultură violentă, bazată pe era mafiotă a Pământului din anii 1920. |                               |              |                     | |                    |                    |             |
| 47 | „The Immunity Syndrome”       | 4307.1       | Joseph Pevney       | Robert Sabaroff | 19 ianuarie 1968   | 7 aprilie 2007     | 48          |
| Membrii echipajului navei Enterprise întâlnesc o creatură spațială care se hrănește cu energie. |                               |              |                     | |                    |                    |             |
| 48 | „A Private Little War”        | 4211.4       | Marc Daniels        | Jud Crucis (story) Gene Roddenberry (teleplay) | 2 februarie 1968   | 17 mai 2008        | 45          |
| Căpitanul Kirk trebuie să decidă cum să salveze o populație primitivă de contaminarea tehnologică a klingonienilor. |                               |              |                     | |                    |                    |             |
| 49 | „Return to Tomorrow”          | 4768.3       | Ralph Senensky      | John Kingsbridge | 9 februarie 1968   | 7 iulie 2007       | 51          |
| Extratereștri telepatici iau sub control corpurile lui Kirk și Spock, cu intenția de a-și construi noi corpuri mecanizate. |                               |              |                     | |                    |                    |             |
| 50 | „Patterns of Force”           | 2534.0       | Vincent McEveety    | John Meredyth Lucas | 16 februarie 1968  | 19 mai 2007        | 52          |
| Membrii echipajului navei Enterprise vizitează o planetă dominată de o cultura nazistă, care se află în război cu planeta vecină. |                               |              |                     | |                    |                    |             |
| 51 | „By Any Other Name”           | 4657.5       | Marc Daniels        | Jerome Bixby (story and teleplay) D. C. Fontana (teleplay) | 23 februarie 1968  | 8 martie 2008      | 50          |
| Ființe din galaxia Andromeda fură nava Enterprise, îi modifică sistemele tehnice și încearcă să se întoarcă acasă. |                               |              |                     | |                    |                    |             |
| 52 | „The Omega Glory”             | Unknown      | Vincent McEveety    | Gene Roddenberry | 1 martie 1968      | 30 iunie 2007      | 54          |
| Căpitanul Kirk trebuie să lupte împotriva unui virus mortal și a unui camarad trădător, căpitan de navă, pentru a opri un război intertribal lipsit de sens. |                               |              |                     | |                    |                    |             |
| 53 | „The Ultimate Computer”       | 4729.4       | John Meredyth Lucas | Laurence N. Wolf (story) D. C. Fontana (teleplay) | 8 martie 1968      | 9 februarie 2008   | 53          |
| Un nou sistem informatic face ravagii în timp ce este testat la bordul navei Enterprise. |                               |              |                     | |                    |                    |             |
| 54 | „Bread and Circuses”          | 4040.7       | Ralph Senensky      | Gene Roddenberry și Gene L. Coon | 15 martie 1968     | 2 iunie 2007       | 43          |
| Căpitanul Kirk și însoțitorii săi sunt forțați să lupte în concursuri cu gladiatori pe o planetă modelată după Imperiul Roman. |                               |              |                     | |                    |                    |             |
| 55 | „Assignment: Earth”           | Unknown      | Marc Daniels        | Gene Roddenberry (story) Art Wallace (story and teleplay)http://ro.wikipedia.org/w/index.php?title=Lista_episoadelor_din_Star_Trek:_Seria_original%C4%83&action=edit&section=6# | 29 martie 1968     | 3 mai 2008         | 55          |
| În timpul unei misiuni de cercetare istorică în anul 1968, nava Enterprise întâlnelște pe neașteptate un alt călător interstelar din viitor, pe nume Gary Seven, care pare să încerce să schimbe cursul istoriei.                                                |                               |              |                     | |                    |                    |             |

### Sezonul 3 (1968–1969)
După al doilea sezon al serialului Star Trek, compania NBC era pregătită să anuleze serialul datorită audiențelor mici. La îndemnul fanilor Bjo și John Trimble, telespectatorii serialului au invadat compania NBC cu scrisori, în care protestau față de anularea serialului și pledau pentru producerea unui nou sezon. După ce NBC a fost de acord să producă un al treilea sezon, compania i-a promis lui Gene Roddenberry că serialul avea să fie difuzat la o oră favorabilă (lunea la 7:30 PM), dar a schimbat apoi programul așa încât Trek să ruleze la așa-numita „oră a morții” - vineri noaptea la 10:00PM. Pe lângă programul de difuzare „prost gestionat”, bugetul serialului a fost „serios redus”, iar Nichelle Nichols a descris anularea ulterioară a serialului ca pe „o profeție ce s-a adeverit de la sine”.
Sezonul final al Star Trek, numărând 24 de episoade, a început în septembrie 1968 cu „Spock's Brain”. Al treilea sezon include de asemenea episodul „The Tholian Web”, în care Kirk devine captiv între universuri; acest episod este revizitat în două episoade din 2005 ale seriei premergătoare Star Trek: Enterprise. Ultimul episod al serialului, „Turnabout Intruder”, a fost difuzat pe 3 iunie 1969, dar Star Trek avea să se întoarcă pe ecrane în formă animată atunci când Star Trek: Seria animată a debutat în septembrie 1973.
| # | Titlu                                                | Data stelară | Regie               | Scenariu                                                           | Premiera           | Premiera refacerii | Producție # |
| --- | ---------------------------------------------------- | ------------ | ------------------- | ------------------------------------------------------------------ | ------------------ | ------------------ | ----------- |
| 56 | „Spock's Brain”                                      | 5431.4       | Marc Daniels        | Gene L. Coon (as "Lee Cronin")                                     | 20 septembrie 1968 | 9 iunie 2007       | 61          |
| Căpitanul Kirk pornește în urmărirea unor extratereștri ce au furat creierul lui Spock. |                                                      |              |                     |                                                                    |                    |                    |             |
| 57 | „The Enterprise Incident”                            | 5027.3       | John Meredyth Lucas | D. C. Fontana                                                      | 27 septembrie 1968 | 5 aprilie 2008     | 59          |
| Membrii echipajului navei Enterprise încearcă să fure un dispozitiv de camuflare romulan. |                                                      |              |                     |                                                                    |                    |                    |             |
| 58 | „The Paradise Syndrome”                              | 4842.6       | Jud Taylor          | Margaret Armen                                                     | 4 octombrie 1968   | 24 februarie 2007  | 58          |
| Pe o planetă cu o cultură predominant amerindiană, un misterios dispozitiv extraterestru îi șterge memoria căpitanului Kirk, iar acesta începe o nouă viață alături de băștinași, ca membru al tribului lor. |                                                      |              |                     |                                                                    |                    |                    |             |
| 59 | „And the Children Shall Lead”                        | 5029.5       | Marvin Chomsky      | Edward J. Lakso                                                    | 11 octombrie 1968  | 14 aprilie 2007    | 60          |
| Membrii echipajului navei Enterprise salvează un grup de copii abandonați pe o planetă, împreună cu maleficul lor prieten „imaginar”. |                                                      |              |                     |                                                                    |                    |                    |             |
| 60 | „Is There in Truth No Beauty?”                       | 5630.7       | Ralph Senensky      | Jean Lisette Aroeste                                               | 18 octombrie 1968  | 22 martie 2008     | 62          |
| Nava Enterprise transportă un ambasador extraterestru, caree este nevoit să rămână în interiorul unei cutii negre speciale pe tot parcursul călătoriei, deoarece înfățișarea sa provoacă nebunie. |                                                      |              |                     |                                                                    |                    |                    |             |
| 61 | „Spectre of the Gun”                                 | 4385.3       | Vincent McEveety    | Gene L. Coon (as "Lee Cronin")                                     | 25 octombrie 1968  | 19 iulie 2008      | 56          |
| Ca pedeapsă pentru că au pătruns fără permisiune pe o planetă extraterestră, căpitanul Kirk și însoțitorii săi sunt forțați să joace într-o reconstituire a faimosului duel de la O.K. Corral, în care ei au rolul învinșilor. |                                                      |              |                     |                                                                    |                    |                    |             |
| 62 | „Day of the Dove”                                    | Unknown      | Marvin Chomsky      | Jerome Bixby                                                       | 1 noiembrie 1968   | 5 ianuarie 2008    | 66          |
| O formă de viață extraterestră bazată pe energie, ce se hrănește cu emoții negative (ca frica, furia sau ura), împinge echipajul navei Enterprise într-un conflict brutal cu klingonienii. |                                                      |              |                     |                                                                    |                    |                    |             |
| 63 | „For the World Is Hollow and I Have Touched the Sky” | 5476.3       | Tony Leader         | Rik Vollaerts                                                      | 8 noiembrie 1968   | 27 ianuarie 2007   | 65          |
| În timp ce McCoy descoperă că suferă de o boală incurabilă fatală, echipajul navei Enterprise se angajează într-o cursă contra cronometru pentru a opri ciocnirea unui asteroid cu o planetă a Federației, ca să descopere apoi că asteroidul este de fapt o navă extraterestră deghizată. Echipajul găsește pe navă o întreagă civilizație care crede că se află pe o planetă și un „Oracol” tiranic, care interzice orice încercare de aflare a adevărului. |                                                      |              |                     |                                                                    |                    |                    |             |
| 64 | „The Tholian Web”                                    | 5693.2       | Herb Wallerstein    | Judy Burns și Chet Richards                                        | 15 noiembrie 1968  | 31 martie 2007     | 64          |
| Căpitanul Kirk este prizonier între dimensiuni în timp ce nava Enterprise este ținută captivă de o pânză de păianjen țesută de niște ființe misterioase ce îi consumă energia. |                                                      |              |                     |                                                                    |                    |                    |             |
| 65 | „Plato's Stepchildren”                               | 5784.2       | David Alexander     | Meyer Dolinsky                                                     | 22 noiembrie 1968  | 16 iunie 2007      | 67          |
| Membrii echipajului navei Enterprise întâlnesc o rasă fără vârstă de umanoizi telepatici malițioși, care pretind că și-au organizat societatea în jurul idealurilor Greciei antice. |                                                      |              |                     |                                                                    |                    |                    |             |
| 66 | „Wink of an Eye”                                     | 5710.5       | Jud Taylor          | Gene L. Coon (as "Lee Cronin") (story) Arthur Heinemann (teleplay) | 29 noiembrie 1968  | 13 ianuarie 2007   | 68          |
| Extratereștri invizibili si existând într-un timp „accelerat” preiau comanda navei Enterprise și încearcă să-i răpească pe membrii echipajului, pentru a-i folosi drept „stoc genetic”. |                                                      |              |                     |                                                                    |                    |                    |             |
| 67 | „The Empath”                                         | 5121.5       | John Erman          | Joyce Muskat                                                       | 6 decembrie 1968   | 26 iulie 2008      | 63          |
| În timpul unei vizite pe o planetă comdamnată pieirii, membrii detașamentului de debarcare sunt supuși unor experimente dureroase, menite să testeze o rasă empatică. |                                                      |              |                     |                                                                    |                    |                    |             |
| 68 | „Elaan of Troyius”                                   | 4372.5       | John Meredyth Lucas | John Meredyth Lucas                                                | 20 decembrie 1968  | 29 martie 2008     | 57          |
| Căpitanul Kirk este gazda unei prințese răsfățate, care trebuie să aducă pacea într-un sistem solar aflat în stare de război. |                                                      |              |                     |                                                                    |                    |                    |             |
| 69 | „Whom Gods Destroy”                                  | 5718.3       | Herb Wallerstein    | Jerry Sohl (story) Lee Erwin (story and teleplay)                  | 3 ianuarie 1969    | 24 mai 2008        | 71          |
| Căpitanul Kirk vizitează o instituție de boli mentale și se confruntă cu un căpitan de nava stelară nebun, care crede că este menit să controleze universul. |                                                      |              |                     |                                                                    |                    |                    |             |
| 70 | „Let That Be Your Last Battlefield”                  | 5730.2       | Jud Taylor          | Gene L. Coon (as "Lee Cronin") (story) Oliver Crawford (teleplay)  | 10 ianuarie 1969   | 19 ianuarie 2008   | 70          |
| Nava Enterprise preia ultimii doi supraviețuitori de pe o planetă distrusă de război, care sunt încă hotărâți să se anihileze reciproc la bordul navei. |                                                      |              |                     |                                                                    |                    |                    |             |
| 71 | „The Mark of Gideon”                                 | 5423.4       | Jud Taylor          | George F. Slavin and Stanley Adams                                 | 17 ianuarie 1969   | 31 mai 2008        | 72          |
| O rasă de extratereștri de pe o planetă suprapopulată îl rapesc pe Kirk pentru a le rezolva problema. |                                                      |              |                     |                                                                    |                    |                    |             |
| 72 | „That Which Survives”                                | Unknown      | Herb Wallerstein    | Michael Richards (story) John Meredyth Lucas (teleplay)            | 24 ianuarie 1969   | 15 martie 2008     | 69          |
| Membrii echipajului navei Enterprise vizitează un avanpost abandonat, păzit de un computer misterios. |                                                      |              |                     |                                                                    |                    |                    |             |
| 73 | „The Lights of Zetar”                                | 5725.3       | Herb Kenwith        | Jeremy Tarcher and Shari Lewis                                     | 31 ianuarie 1969   | 7 iunie 2008       | 73          |
| Ciudate forme de viață extraterestre bazate pe energie amenință siguranța stației Memory Alpha și a echipajului navei Enterprise. |                                                      |              |                     |                                                                    |                    |                    |             |
| 74 | „Requiem for Methuselah”                             | 5843.7       | Murray Golden       | Jerome Bixby                                                       | 14 februarie 1969  | 21 iunie 2008      | 76          |
| Membrii echipajului navei Enterprise întâlnesc un om nemuritor care trăiește ca un pustnic, singur pe o planetă. |                                                      |              |                     |                                                                    |                    |                    |             |
| 75 | „The Way to Eden”                                    | 5832.3       | David Alexander     | Michael Richards (story) Arthur Heinemann (story and teleplay)     | 21 februarie 1969  | 14 iunie 2008      | 75          |
| Nava Enterprise este deturnată de către un medic criminal și ai săi discipoli loiali cu aer hippie, care se află în căutarea paradisului. |                                                      |              |                     |                                                                    |                    |                    |             |
| 76 | „The Cloud Minders”                                  | 5818.4       | Jud Taylor          | David Gerrold, Oliver Crawford (story) Margaret Armen (teleplay)   | 28 februarie 1969  | 12 iulie 2008      | 74          |
| Kirk se află într-o cursă contra cronometru, pentru a face rost de niște minerale ce acționează impotriva ciumei, de pe o planetă aflată în mijlocul unei revolte civile. |                                                      |              |                     |                                                                    |                    |                    |             |
| 77 | „The Savage Curtain”                                 | 5906.4       | Herschel Daugherty  | Gene Roddenberry (story and teleplay) Arthur Heinemann (teleplay)  | 7 martie 1969      | 28 iunie 2008      | 77          |
| Ființe extraterestre îi obligă pe Kirk și Spock să se lupte cu dusmani imaginari într-un test al bătăliei binelui contra răului. |                                                      |              |                     |                                                                    |                    |                    |             |
| 78 | „All Our Yesterdays”                                 | 5943.7       | Marvin Chomsky      | Jean Lisette Aroeste                                               | 14 martie 1969     | 21 aprilie 2007    | 78          |
| Kirk, Spock, și McCoy sunt prizonieri în trecut pe o planetă amenințată de o supernovă. |                                                      |              |                     |                                                                    |                    |                    |             |
| 79 | „Turnabout Intruder”                                 | 5928.5       | Herb Wallerstein    | Gene Roddenberry (story) Arthur H. Singer (teleplay)               | 3 iunie 1969       | 2 august 2008      | 79          |
| Conștiinta lui Kirk devine prizonieră în corpul unei femei, hotărâtă să-l ucidă și să-i ia locul în timp ce se află în corpul lui. |                                                      |              |                     |                                                                    |                    |                    |             |

## Ordinea de Producție
Lista de mai jos detaliază episoadele serialului în ordinea de producție, inclusiv episodul pilot al seriei orginale, „Cușca”. În timp ce DVD-urile cu „sezoanele complete” (enumerate mai sus) respectă ordinea de difuzare originală, DVD-urile originale episodice sunt numerotate în ordinea de producție.
| Pilot | Pilot      |
| ----- | ---------- |
| 01    | "The Cage" |

| Sezonul 1 | Sezonul 1                         |
| --------- | --------------------------------- |
| 02        | "Where No Man Has Gone Before"    |
| 03        | "The Corbomite Maneuver"          |
| 04        | "Mudd's Women"                    |
| 05        | "The Enemy Within"                |
| 06        | "The Man Trap"                    |
| 07        | "The Naked Time"                  |
| 08        | "Charlie X"                       |
| 09        | "Balance of Terror"               |
| 10        | "What Are Little Girls Made Of?"  |
| 11        | "Dagger of the Mind"              |
| 12        | "Miri"                            |
| 13        | "The Conscience of the King"      |
| 14        | "The Galileo Seven"               |
| 15        | "Court Martial"                   |
| 16        | "The Menagerie, Parts I and II"   |
| 17        | "Shore Leave"                     |
| 18        | "The Squire of Gothos"            |
| 19        | "Arena"                           |
| 20        | "The Alternative Factor"          |
| 21        | "Tomorrow Is Yesterday"           |
| 22        | "The Return of the Archons"       |
| 23        | "A Taste of Armageddon"           |
| 24        | "Space Seed"                      |
| 25        | "This Side of Paradise"           |
| 26        | "The Devil in the Dark"           |
| 27        | "Errand of Mercy"                 |
| 28        | "The City on the Edge of Forever" |
| 29        | "Operation: Annihilate!"          |

| Sezonul 2 | Sezonul 2                     |
| --------- | ----------------------------- |
| 30        | "Catspaw"                     |
| 31        | "Metamorphosis"               |
| 32        | "Friday's Child"              |
| 33        | "Who Mourns for Adonais?"     |
| 34        | "Amok Time"                   |
| 35        | "The Doomsday Machine"        |
| 36        | "Wolf in the Fold"            |
| 37        | "The Changeling"              |
| 38        | "The Apple"                   |
| 39        | "Mirror, Mirror"              |
| 40        | "The Deadly Years"            |
| 41        | "I, Mudd"                     |
| 42        | "The Trouble With Tribbles"   |
| 43        | "Bread and Circuses"          |
| 44        | "Journey to Babel"            |
| 45        | "A Private Little War"        |
| 46        | "The Gamesters of Triskelion" |
| 47        | "Obsession"                   |
| 48        | "The Immunity Syndrome"       |
| 49        | "A Piece of the Action"       |
| 50        | "By Any Other Name"           |
| 51        | "Return to Tomorrow"          |
| 52        | "Patterns of Force"           |
| 53        | "The Ultimate Computer"       |
| 54        | "The Omega Glory"             |
| 55        | "Assignment: Earth"           |

| Sezonul 3 | Sezonul 3                                            |
| --------- | ---------------------------------------------------- |
| 56        | "Spectre of the Gun"                                 |
| 57        | "Elaan of Troyius"                                   |
| 58        | "The Paradise Syndrome"                              |
| 59        | "The Enterprise Incident"                            |
| 60        | "And the Children Shall Lead"                        |
| 61        | "Spock's Brain"                                      |
| 62        | "Is There in Truth No Beauty?"                       |
| 63        | "The Empath"                                         |
| 64        | "The Tholian Web"                                    |
| 65        | "For the World is Hollow and I Have Touched the Sky" |
| 66        | "Day of the Dove"                                    |
| 67        | "Plato's Stepchildren"                               |
| 68        | "Wink of an Eye"                                     |
| 69        | "That Which Survives"                                |
| 70        | "Let That Be Your Last Battlefield"                  |
| 71        | "Whom Gods Destroy"                                  |
| 72        | "The Mark of Gideon"                                 |
| 73        | "The Lights of Zetar"                                |
| 74        | "The Cloud Minders"                                  |
| 75        | "The Way to Eden"                                    |
| 76        | "Requiem for Methuselah"                             |
| 77        | "The Savage Curtain"                                 |
| 78        | "All Our Yesterdays"                                 |
| 79        | "Turnabout Intruder"                                 |